# جيمس ودل

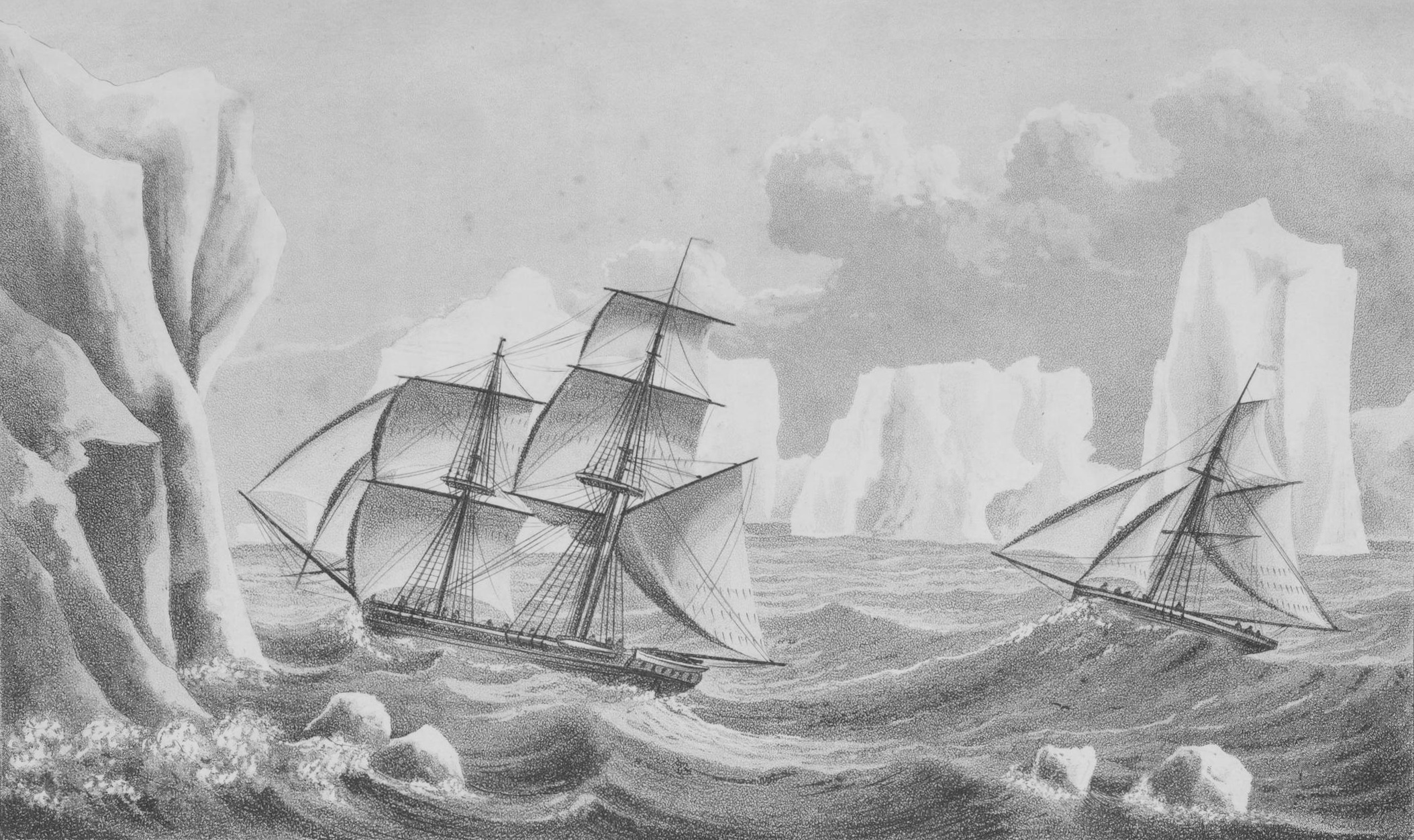
الحملة الثانية ل جيمس ودل

جيمس ودل (بالاٍنجليزية James Weddell)ولد بتاريخ
24 أغسطس 1787 وتوفي في 9 سبتمبر 1834 ملاح اٍنجليزي ومستكشف أنتاركتيكا.

## روابط خارجية
- جيمس ودل على موقع الموسوعة البريطانية (الإنجليزية)